# Cmentarz żydowski w Leśnicy
Cmentarz żydowski w Leśnicy – powstał przed 1841 i znajduje się przy ul. Starostrzeleckiej. Ma powierzchnię 0,06 ha. Jest otoczony metalowym ogrodzeniem. W 2011 r. było na nim zachowanych 23 macew, 11 wykonanych z piaskowca, 11 z marmuru  i 1 z granitu. Na nagrobkach znajdują się napisy w językach niemieckim i hebrajskim. W 1980 roku przeprowadzono na nim prace porządkowe.